# Stig Hansén
Stig-Olof Arne Hansén, född 17 mars 1954 i Malmö, är en svensk författare och journalist.

## Biografi
Stig Hansén föddes på Möllevången i Malmö. Hans mor kom till Sverige som arbetskraftsinvandrare från Tyskland efter andra världskriget. Hans föräldrar skildes tidigt och han förlorade sin far när han var 15. Hans uppväxt under knappa omständigheter med en ensamstående mor har präglat främst hans skönlitterära författarskap och han inspirerades stort av arbetarförfattare som Ivar Lo-Johansson som han lärde känna och fick stöd av.
Han bodde i Göteborg 1977–2015, och bor nu i Stockholm. Hansén, som är fil. mag. i sociologi och socialantropologi, började skriva på heltid 1980 och bokdebuterade 1982 med en reseskildring från Kina som han bodde i under början av 80-talet; sedan dess har han varit ett stort antal gånger i Kina. Han har skrivit reportageböcker, thrillers, noveller, romaner, debattböcker, porträtt av politiska tänkare och intervjuböcker med Janne Josefsson, Mikael Wiehe, Bengt Göransson och Günter Wallraff. Hansén föreläser bland annat om reportagekonsten och om konsten att skriva om sitt liv. Han har också föreläst utomlands på uppdrag av Sida om journalistik, främst i Vietnam, Sri Lanka och Palestina, samt fungerat som debattledare. 
Men mest känd har Hansén blivit för sina självbiografiska böcker om sin far och för sitt utvecklande av reportagekonsten. Förutom bokskrivandet har han sedan 1975 skrivit kulturjournalistik i bland annat Sydsvenskan, Expressen, GT, Helsingborgs Dagblad, Sundsvalls Tidning, M-Magasin, Kristianstadsbladet, Göteborgs-Posten, Arbetet, Ystads Allehanda samt i kulturtidskrifter som Voltaire och Ordfront Magasin.
Åren 2015 till 2020 var Stig Hansén ordförande i Författarcentrum Öst och i Författarcentrum Riks.
Hansén pjäsdebuterade 2013 med "Operation Värdegrund" i regi av Anna Takanen (i rollerna: Ann Petrén, Lennart Jähkel/Johan Rabaeus). 2015 kom pjäsen "Gellhorn & Hemingway", i regi av Björn Runge (i rollerna: Jakob Eklund och Petronella Barker). 2017 framfördes "Vivica Bandler, ja må hon leva" i regi av Dritero Kasapi (i rollerna: Lars Edström, Benny Fredriksson, Anna Takanen, Birgitta Ulfsson, Rikard Wolff) - alla tre på Kulturhuset Stadsteatern.
2017 kom Hansén med den mycket efterlängtade boken på svenska och finska om Birgitta Ulfsson, Finlands legendariska skådespelerska: "Birgitta Ulfsson - med och mot min vilja". 
2018 skrev Hansén sin första barnbok, "Otto och gäddan som dök upp".
Hansén skriver fortlöpande långa intervjuer med teatermatriarker på Teaterrummet, (teaterrummet.se), en del av Göteborgs Stadsteaters hemsida.
Stig Hansén sitter i Författarfondens stipendieråd och styrelse sedan 2020.
Stig Hansén är sedan 2020 ordförande i Kavallahusets vänner.
Stig Hansén är en av de tre som nominerar Sveriges bidrag till Nordiska rådets litteraturpris.
Sedan 2023 sitter Stig Hansén i Stockholms konstråd.

## Priser och utmärkelser
- Hansén har fått en lång rad stipendier, bland annat från Sveriges Författarförbund och Göteborgs Stad.